# Alexander Vallejo Mínguez
Alexander Vallejo Mínguez (Vitòria, 16 de gener de 1992), conegut com a Álex Vallejo, és un futbolista professional basc que juga com a centrecampista al Huddersfield Town AFC.